# 3. alpinski polk
3. alpinski polk (izvirno italijansko 3° reggimento Alpini) je alpinski polk Italijanske kopenske vojske.

## Zgodovina
Polk je bil tretjič ustanovljen 23. novembra 1993 kot enobataljonski polk. 

## Organizacija
Trenutna
- Štabna in logistično-podporna četa
- Alpinski bataljona Susa

- 34. alpinska četa
- 35. alpinska četa
- 36. alpinska četa
- 133. minometna četa
- 221. protioklepna četa